# Manuel Soares de Oliveira Cravo
Manuel Soares de Oliveira Cravo ComC • ComNSC (Oliveira de Azeméis, Loureiro, Valverde de Loureiro, 11 de Fevereiro de 1844 - Oliveira de Azeméis, Loureiro, Valverde de Loureiro, 17 de Setembro de 1896), 1.º Barão de São João de Loureiro, foi um empresário agrícola português.

## Família
Filho de Manuel Soares Cravo e de sua mulher Teresa Joaquina Alves.

## Biografia
Brasileiro de torna-viagem.
Foi Proprietário, Fidalgo Cavaleiro da Casa Real, Comendador da Ordem de Nossa Senhora da Conceição de Vila Viçosa e Comendador da Ordem Militar de Cristo.
A sua Quinta do Barão, por si construída em 1884, é hoje a sede da Associação Recreativa e Cultural de Loureiro, associação que cede gratuitamente instalações para as sedes sociais doutras associações, tais como: Banda de Música de Loureiro, TAL - Teatro Amador de Loureiro, PAZ Basebol Club e CDL - Clube Desportivo de Loureiro.
O título de 1.º Barão de São João de Loureiro foi-lhe concedido por Decreto de D. Luís I de Portugal de 18 de Novembro de 1886. Consta do Anuário Genealógico Brasileiro, Vol. V, p. 139.

## Casamentos e descendência
Casou primeira vez com Maria Teresa da Conceição (Rio de Janeiro, Sul Fluminense, Vale do Paraíba Fluminense, Rio Claro, São João Marcos do Príncipe, 7 de Julho de 1819 - 14 de Dezembro de 1875), filha de Francisco José da Silva e de sua mulher Maria Teresa de Jesus, sem geração.
Casou segunda vez a 4 de Janeiro de 1880 com Joaquina Rosa Nunes da Silva (17 de Abril de 1863 - ?), filha de António Nunes da Silva e de sua mulher Ana da Silva de Figueiredo, com geração: 
- Maria da Luz da Silva Cravo (16 de Setembro de 1881 - ?), casada com João dos Santos Lindim (Torres Novas, 28 de Dezembro de 1875 - Lisboa, 15 de Maio de 1943), Proprietário, Jornalista, Presidente do Senado da Câmara de Alcanena, filho de José Rodrigues de Deus Lindim (Alcanena, Alcanena, 6 de Agosto de 1824 - 5 de Julho de 1881), Proprietário, Regedor de Alcanena e Juiz de Alcanena e Bugalhos (irmão primogénito do 1.º Visconde de São Gião), e de sua mulher Juliana Gertrudes dos Santos, filha de José Manuel dos Santos, Alferes da 6.ª Companhia do Regimento de Milícias de Santarém, e de sua mulher Maria do Rosário dos Santos, e irmão de Joana Maria dos Santos Lindim (Torres Novas, 19 de Junho de 1872 - Lisboa, São Sebastião da Pedreira, 28 de Março de 1962) e de Maria da Conceição dos Santos Lindim (Torres Novas, 15 de Maio de 1874 - Lisboa, Lumiar, 12 de Janeiro de 1969), com geração: 
  - Maria José Cravo Lindim (Alcanena, Alcanena, 1 de Março de 1909 - Lisboa, Alvalade, 21 de Setembro de 2001), casada com ... Simões Crespo
  - José Maria Cravo Lindim (Oliveira de Azeméis, Loureiro, 17 de Novembro de 1911 - Lisboa, São Sebastião da Pedreira, 7 de Julho de 1989)
  - Maria da Luz Cravo Lindim (Alcanena, Alcanena, 25 de Novembro de 1924), casada com João Maria Courinha Vassalo (Lisboa, Camões, 11 de Maio de 1915 - 31 de Dezembro de 1999), filho de João Baptista Vassalo (Torres Novas, 5 de Maio de 1892 - Lisboa), Presidente da Câmara e Administrador do Concelho de Torres Novas, e de sua mulher Maria Celeste Courinha (Alcanena, Alcanena, c. 1895 - ?), e neto materno de António da Silva Courinha, Industrial, e de sua mulher Maria Lucas, com geração
- Branca Aurora da Silva Cravo (6 de Dezembro de 1882 - ?)
- Lucinda Adelaide da Silva Cravo (19 de Junho de 1884 - ?)
- Alda dos Anjos da Silva Cravo (13 de Janeiro de 1886 - ?)
- António Eduardo da Silva Cravo (Oliveira de Azeméis, Loureiro, Valverde de Loureiro, 21 de Setembro de 1887 - Rio de Janeiro, 20 de Junho de 1981), que usou o título de 2.º Barão de São João de Loureiro
- Cândido Manuel da Silva Cravo (11 de Março de 1889 - ?)
- Manuel Fernando da Silva Cravo
- etc?